# 喬治·W·約翰遜 (歌手)
喬治·華盛頓·約翰遜（英語：George Washington Johnson，1846年10月29日—1914年1月23日），美國歌手、聲音錄製先驅藝人，首位非裔美國留聲機錄唱明星。

## 早年生活
約翰遜出生於弗吉尼亚州的弗盧萬納縣或勞登縣韋特蘭附近。他的父親曾當奴隷，並可能於1853年得以釋放。約翰遜自小便於韋特蘭，作為一個富裕白人農夫兒子的同伴暨佣人之身份長大。在與這個家庭相處期間，他發展自身的音樂才能，甚至學懂閱讀和寫作，這在南北战争前的弗吉尼亞州，對一個黑人兒童而言是非法的。約翰遜後來當一名工人，並於20餘歲時遷往紐約市。到19世紀70年代末，他在紐約以街頭藝人（street entertainer）的身份謀生，專門吹奏流行歌曲。

## 音樂生涯
在1890年1月～5月間的某些時候，約翰遜獲兩間不同的地區留聲機經銷商招募，其時他們正為旗下投幣式機器尋找錄音藝人（recording artist）。紐約留聲機公司的查爾斯·馬歇爾（Charles Marshall）和新澤西留聲機公司的維克多·愛默生（Victor Emerson）都聽過約翰遜在曼哈頓的表演（很可能是在哈德遜河上的渡輪碼頭）。他們均邀請約翰遜在蠟質留聲機圓筒上錄製他響亮的拉格響哨，每兩分鐘的表演收費為20美分。雖然約翰遜能吹出其時所有的曲子，但他為這兩間公司錄製的第一張唱片，卻是一首流行的歌舞雜耍新曲《吹口哨的黑人》（The Whistling Coon）。約翰遜既唱歌又吹口哨，還能利用音樂的音調發出沸騰的笑聲。故此，他建立第二個使其變得有名的表演—《笑之歌》（The Laughing Song）。縱使他曾錄製吹口哨歌曲《聽著知更鳥》及一些與其他表演者一起完成的簡短吟遊表演等其他材料，但上述的兩首歌曲，卻是約翰遜在多年間反複表演和錄製的。

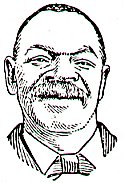
唱片目錄裡的約翰遜版畫（約1900年）

在早期的唱片行業裡，每一張唱片均為「母版」。一個聲音洪亮的歌手可以同時錄製三到四張可用的唱片，同時有很多的機器同時運行，而它們的錄音喇叭（recording horn）均對準歌手的嘴。約翰遜有時候或會於錄音室內，反複唱著同一首歌曲，每天得唱50次，甚或更多。
至1895年，約翰遜的兩支曲子《吹口哨的黑人》和《笑之歌》為美國境內銷量最高的唱片。1890～1895年期間，其蠟筒的總銷量估計為25000～50000個，而每一個蠟筒均由約翰遜獨立錄製。值得注意的是，在美國大多數生活仍被種族嚴重隔離（strongly segregated）的年代，新澤西州的唱片公司將約翰遜推銷為黑人。《吹口哨的黑人》的特點在於曲調輕鬆，唯歌詞在今天看來是不可接受的，皆因它將黑人比作狒狒。
約翰遜繼續為紐約、新澤西二地的公司錄音，並於1891年為其母公司北美留聲機公司（North American Phonograph）錄音。他在1891年的錄音中，至少有一次是在托马斯·爱迪生位於新澤西州西奧蘭治的實驗室進行的。約翰遜亦曾於歌舞杂耍表演中亮相。他在舞台上的劇目幾乎只限於其兩首著名的歌曲，但這足以讓他取得演出的契約（get him bookings on bills）。
1894年，約翰遜開始與當時的歌舞雜耍明星倫·斯賓塞一同錄製唱片，而二人在約翰遜逝世前都是朋友。1895年，約翰遜利用新式唱片技術，為貝利納留聲機製作個人首支唱片。除貝利納外，約翰遜亦於17世紀90年代～1909/1910年間，為愛迪生唱片、哥伦比亚唱片 、維克多留聲機公司，以及眾多其他小型唱片公司（cylinder and disc companies）錄製唱片。
1897年，約翰遜錄製兩支新歌——《大笑的浣熊》及《吹口哨的女孩》。這兩支歌曲雖然沒有他兩首原創曲子般受歡迎，但一直於愛迪生和哥倫比亞兩間唱片公司的目錄中保留了多年。

## 晚年生活
到1905年，約翰遜的知名度有所下降。新錄製技術的出現使人們可從一個母帶中壓製出成千上萬張複製唱片，而約翰遜亦不須對每張副本進行錄製工作。其朋友、其時為一名成功的藝人與經紀人的倫·斯賓塞聘請約翰遜為辦公室看門人。約翰遜為斯賓塞工作，並於他的辦公大樓裡生活了數年，及後搬回哈萊姆。1914年，約翰遜因肺炎和心肌炎而與世長辭，享年67歲。他被埋葬於紐約皇后區邱園楓樹林公墓（Maple Grove Cemetery）的一個無名墓裡。

## 個人生活與傳聞
坊間流傳的虛假謠言指約翰遜死於出於種族動機的私刑，又或他在犯下謀殺後被絞死。雖然這兩個謠言無一為真，但約翰遜確實有一個「多事之秋」的個人生活。沒有證據表明他曾合法結婚或有任何孩子，但約翰遜至少有兩個「普通法妻子」（common-law wives），均為於他同居時逝世。第一個妻子是個不知名的「德國女人」，於1894年底或1895年初被發現死在他們位於西39街（West 39th Street）的公寓裡。第二個妻子—羅斯金·斯圖爾特（Roskin Stuart）—於1899年10月12日被發現在他們位於西41街（West 41st Street）的公寓裡被毆打，並失去意識。斯圖爾特被送往醫院，並於數小時後不治。約翰遜因一級謀殺罪受審，被認定無罪。

## 榮譽
2013年，楓樹林歷史協會展開一個紀念約翰遜的活動，並獲得MusiCares基金會的資助，在他的墓址上豎起了一塊牌子。2014年4月12日（即約翰遜逝世100週年當天），在一個包括、展示及由演員拉里·馬歇爾模仿約翰遜的表演的儀式上，這位歌手終於被受認定。
同樣於2014年4月，他於1896年錄製的《笑之歌》獲收錄於美國國會圖書館的國家錄音登記冊中。

## 外部連結
- 互联网档案馆中喬治·W·約翰遜的作品或与之相关的作品
- George W. Johnson on the Ragtime Ephemerist—兩頁文章，包含插圖和約翰遜其中一張唱片的RealAudio文件。
- George W. Johnson cylinder recordings （页面存档备份，存于），來自加利福尼亞大學聖巴巴拉圖書館。
- Archive.org Collection of George W. Johnson's music—四張不同的（1898－1902年）《笑之歌》錄音，以及《大笑的浣熊》《口哨歌》錄音各一。
- Salem, James M., "African American Songwriters and Performers in the Coon Song Era: Black Innovation and American Popular Music" （页面存档备份，存于），The Columbia Journal of American Studies (CJAS).